# U.S. Route 18
U.S. Route 18 (också kallad U.S. Highway 18 eller med förkortningen US 18) är en amerikansk landsväg. Den går ifrån Orin Wyoming i väster till Milwaukee Wisconsin i öster och har en längd av 1 679 km. 

## Större städer
- Hot Springs, South Dakota
- Canton, South Dakota
- Sheldon, Iowa
- Spencer, Iowa
- Algona, Iowa
- Clear Lake, Iowa
- Mason City, Iowa
- Charles City, Iowa
- Prairie du Chien, Wisconsin
- Madison, Wisconsin
- Waukesha, Wisconsin
- Milwaukee, Wisconsin